# Oscar voor beste geluid
De Academy Award voor beste geluid (Engels: Academy Award for Best Sound) is een jaarlijkse filmprijs van de Academy of Motion Picture Arts and Sciences. Deze Oscar werd voor de eerste maal uitgereikt tijdens de 3de Oscaruitreiking in 1930.
In de loop van de jaren waren er verschillende deelcategorieën voor deze Oscar. Van de Oscaruitreiking in 1930 tot en met de uitreiking in 1963, van de uitreiking in 1969 tot en met 1975 en vanaf de 93ste Oscaruitreiking in 2021 bestond enkel de Oscar voor beste geluid. Van 1964 tot en met 1968 werd er daarnaast een Oscar uitgereikt in de categorie "Beste geluidseffecten", alsmede in 1976. In 1978 en van 1982 tot en met 2000 werd een Oscar voor "Beste geluidseffectbewerking" uitgereikt (in 1976, 1978, 1980, 1982, 1985 en 1988 uitgereikt als Academy Award voor bijzondere prestaties). In 1980 en van 2001 tot en met 2020 werd bovendien een Oscar in de categorie "Beste geluidsbewerking" (sound editing) uitgereikt. De Oscar voor beste geluid bleef tot en met 2003 bestaan, van 2004 t/m 2020 was er een Oscar in de categorie van "Beste geluidsmixing" (sound mixing). Hierbij is geluidsmixing het maken van de eindmix van dialoog, filmmuziek en omgevingsgeluiden en heeft geluidsbewerking betrekking op het creëren, opnemen en heropnemen van geluiden. Films konden voor beide categorieën worden genomineerd. Vanaf de uitreiking in 2021 keerde enkel de Oscar voor beste geluid terug.

## Winnaars en genomineerden
De winnaars staan bovenaan in vette letters op een gele achtergrond. De overige films en geluidstechnici of geluidsafdelingen die werden genomineerd staan eronder vermeld in alfabetische volgorde.

### 1930-1939
| Jaar                                                  | Film                                                                 | Genomineerde(n) |
| ----------------------------------------------------- | -------------------------------------------------------------------- | --------------- |
| 1929-30 (3e)                                          |                                                                      |                 |
| The Big House                                         | Metro-Goldwyn-Mayer Studio Sound Department, Douglas Shearer         |                 |
| The Case of Sergeant Grischa                          | RKO Radio Studio Sound Department, John Tribby                       |                 |
| The Love Parade                                       | Paramount Famous Lasky Studio Sound Department, Franklin Hansen      |                 |
| Raffles                                               | United Artists Studio Sound Department, Oscar Lagerstrom             |                 |
| Song of the Flame                                     | First National Studio Sound Department, George Groves                |                 |
| 1930-31 (4e)                                          |                                                                      |                 |
| Paramount Publix Studio Sound Department              |                                                                      |                 |
| Metro-Goldwyn-Mayer Studio Sound Department           |                                                                      |                 |
| RKO Radio Studio Sound Department                     |                                                                      |                 |
| Samuel Goldwyn-United Artists Studio Sound Department |                                                                      |                 |
| 1931-32 (5e)                                          |                                                                      |                 |
| Paramount Publix Studio Sound Department              |                                                                      |                 |
| Metro-Goldwyn-Mayer Studio Sound Department           |                                                                      |                 |
| RKO Radio Studio Sound Department                     |                                                                      |                 |
| Warner Bros.-First National Studio Sound Department   |                                                                      |                 |
| 1932-33 (6e)                                          |                                                                      |                 |
| A Farewell to Arms                                    | Paramount Studio Sound Department, Franklin B. Hansen                |                 |
| 42nd Street                                           | Warner Bros. Studio Sound Department, Nathan Levinson                |                 |
| Gold Diggers of 1933                                  | Warner Bros. Studio Sound Department, Nathan Levinson                |                 |
| I Am a Fugitive from a Chain Gang                     | Warner Bros. Studio Sound Department, Nathan Levinson                |                 |
| 1934 (7e)                                             |                                                                      |                 |
| One Night of Love                                     | Columbia Studio Sound Department, John Livadary                      |                 |
| The Affairs of Cellini                                | United Artists Studio Sound Department, Thomas T. Moulton            |                 |
| Cleopatra                                             | Paramount Studio Sound Department, Franklin B. Hansen                |                 |
| Flirtation Walk                                       | Warner Bros.-First National Studio Sound Department, Nathan Levinson |                 |
| The Gay Divorcee                                      | RKO Radio Studio Sound Department, Carl Dreher                       |                 |
| Imitation of Life                                     | Universal Studio Sound Department, Theodore Soderberg                |                 |
| Viva Villa!                                           | Metro-Goldwyn-Mayer Studio Sound Department, Douglas Shearer         |                 |
| The White Parade                                      | Fox Studio Sound Department, E.H. Hansen                             |                 |
| 1935 (8e)                                             |                                                                      |                 |
| Naughty Marietta                                      | Metro-Goldwyn-Mayer Studio Sound Department, Douglas Shearer         |                 |
| Bride of Frankenstein                                 | Universal Studio Sound Department, Gilbert Kurland                   |                 |
| Captain Blood                                         | Warner Bros.-First National Studio Sound Department, Nathan Levinson |                 |
| The Dark Angel                                        | United Artists Studio Sound Department, Thomas T. Moulton            |                 |
| I Dream Too Much                                      | RKO Radio Studio Sound Department, Carl Dreher                       |                 |
| The Lives of a Bengal Lancer                          | Paramount Studio Sound Department, Franklin B. Hansen                |                 |
| Love Me Forever                                       | Columbia Studio Sound Department, John Livadary                      |                 |
| $1,000 a Minute                                       | Republic Studio Sound Department                                     |                 |
| Thanks a Million                                      | 20th Century-Fox Studio Sound Department, E.H. Hansen                |                 |
| 1936 (9e)                                             |                                                                      |                 |
| San Francisco                                         | Metro-Goldwyn-Mayer Studio Sound Department, Douglas Shearer         |                 |
| Banjo on My Knee                                      | 20th Century-Fox Studio Sound Department, E.H. Hansen                |                 |
| The Charge of the Light Brigade                       | Warner Bros. Studio Sound Department, Nathan Levinson                |                 |
| Dodsworth                                             | United Artists Studio Sound Department, Thomas T. Moulton            |                 |
| General Spanky                                        | Hal Roach Studio Sound Department, Elmer A. Raguse                   |                 |
| Mr. Deeds Goes to Town                                | Columbia Studio Sound Department, John Livadary                      |                 |
| The Texas Rangers                                     | Paramount Studio Sound Department, Franklin B. Hansen                |                 |
| That Girl from Paris                                  | RKO Radio Studio Sound Department, J.O. Aalberg                      |                 |
| Three Smart Girls                                     | Universal Studio Sound Department, Homer G. Tasker                   |                 |
| 1937 (10e)                                            |                                                                      |                 |
| The Hurricane                                         | United Artists Studio, Thomas T. Moulton                             |                 |
| The Girl Said No                                      | Grand National Studio Sound Department, A.E. Kaye                    |                 |
| Hitting a New High                                    | RKO Radio Studio Sound Department, John Aalberg                      |                 |
| In Old Chicago                                        | 20th Century-Fox Studio Sound Department, E.H. Hansen                |                 |
| The Life of Emile Zola                                | Warner Bros. Studio Sound Department, Nathan Levinson                |                 |
| Lost Horizon                                          | Columbia Studio Sound Department, John Livadary                      |                 |
| Maytime                                               | Metro-Goldwyn-Mayer Studio Sound Department, Douglas Shearer         |                 |
| One Hundred Men and a Girl                            | Universal Studio Sound Department, Homer G. Tasker                   |                 |
| Topper                                                | Hal Roach Studio Sound Department, Elmer A. Raguse                   |                 |
| Wells Fargo                                           | Paramount Studio Sound Department, Loren L. Ryder                    |                 |
| 1938 (11e)                                            |                                                                      |                 |
| The Cowboy and the Lady                               | Thomas T. Moulton, United Artists Studio                             |                 |
| Army Girl                                             | Republic Studio Sound Department, Charles L. Lootens                 |                 |
| Four Daughters                                        | Warner Bros. Studio Sound Department, Nathan Levinson                |                 |
| If I Were King                                        | Paramount Studio Sound Department, Loren L. Ryder                    |                 |
| Merrily We Live                                       | Hal Roach Studio Sound Department, Elmer A. Raguse                   |                 |
| Suez                                                  | 20th Century-Fox Studio Sound Department, Edmund H. Hansen           |                 |
| Sweethearts                                           | Metro-Goldwyn-Mayer Studio Sound Department, Douglas Shearer         |                 |
| That Certain Age                                      | Universal Studio Sound Department, Bernard B. Brown                  |                 |
| Vivacious Lady                                        | RKO Radio Studio Sound Department, John Aalberg                      |                 |
| You Can't Take It with You                            | Columbia Studio Sound Department, John Livadary                      |                 |
| 1939 (12e)                                            |                                                                      |                 |
| When Tomorrow Comes                                   | Universal Studio Sound Department, Bernard B. Brown                  |                 |
| Balalaika                                             | Metro-Goldwyn-Mayer Studio Sound Department, Douglas Shearer         |                 |
| Gone with the Wind                                    | Samuel Goldwyn Studio Sound Department, Thomas T. Moulton            |                 |
| Goodbye, Mr. Chips                                    | Denham Studio Sound Department, A.W. Watkins                         |                 |
| The Great Victor Herbert                              | Paramount Studio Sound Department, Loren L. Ryder                    |                 |
| The Hunchback of Notre Dame                           | RKO Radio Studio Sound Department, John Aalberg                      |                 |
| Man of Conquest                                       | Republic Studio Sound Department, Charles L. Lootens                 |                 |
| Mr. Smith Goes to Washington                          | Columbia Studio Sound Department, John Livadary                      |                 |
| Of Mice and Men                                       | Hal Roach Studio Sound Department, Elmer A. Raguse                   |                 |
| The Private Lives of Elizabeth and Essex              | Warner Bros. Studio Sound Department, Nathan Levinson                |                 |
| The Rains Came                                        | 20th Century-Fox Studio Sound Department, E.H. Hansen                |                 |

### 1940-1949
| Jaar                        | Film                                                             | Genomineerde(n) |
| --------------------------- | ---------------------------------------------------------------- | --------------- |
| 1940 (13e)                  |                                                                  |                 |
| Strike Up the Band          | Metro-Goldwyn-Mayer Studio Sound Department, Douglas Shearer     |                 |
| Behind the News             | Republic Studio Sound Department, Charles L. Lootens             |                 |
| Captain Caution             | Hal Roach Studio Sound Department, Elmer A. Raguse               |                 |
| The Grapes of Wrath         | 20th Century-Fox Studio Sound Department, E.H. Hansen            |                 |
| The Howards of Virginia     | General Service Sound Department, Jack Whitney                   |                 |
| Kitty Foyle                 | RKO Radio Studio Sound Department, John Aalberg                  |                 |
| North West Mounted Police   | Paramount Studio Sound Department, Loren L. Ryder                |                 |
| Our Town                    | Samuel Goldwyn Studio Sound Department, Thomas T. Moulton        |                 |
| The Sea Hawk                | Warner Bros. Studio Sound Department, Nathan Levinson            |                 |
| Spring Parade               | Universal Studio Sound Department, Bernard B. Brown              |                 |
| Too Many Husbands           | Columbia Studio Sound Department, John Livadary                  |                 |
| 1941 (14e)                  |                                                                  |                 |
| That Hamilton Woman         | General Service Sound Department, Jack Whitney                   |                 |
| Appointment for Love        | Universal Studio Sound Department, Bernard B. Brown              |                 |
| Ball of Fire                | Samuel Goldwyn Studio Sound Department, Thomas T. Moulton        |                 |
| The Chocolate Soldier       | Metro-Goldwyn-Mayer Studio Sound Department, Douglas Shearer     |                 |
| Citizen Kane                | RKO Radio Studio Sound Department, John Aalberg                  |                 |
| The Devil Pays Off          | Republic Studio Sound Department, Charles Lootens                |                 |
| How Green Was My Valley     | 20th Century-Fox Studio Sound Department, E.H. Hansen            |                 |
| The Men in Her Life         | Columbia Studio Sound Department, John Livadary                  |                 |
| Sergeant York               | Warner Bros. Studio Sound Department, Nathan Levinson            |                 |
| Skylark                     | Paramount Studio Sound Department, Loren Ryder                   |                 |
| Topper Returns              | Hal Roach Studio Sound Department, Elmer Raguse                  |                 |
| 1942 (15e)                  |                                                                  |                 |
| Yankee Doodle Dandy         | Warner Bros. Studio Sound Department, Nathan Levinson            |                 |
| Arabian Nights              | Universal Studio Sound Department, Bernard B. Brown              |                 |
| Bambi                       | Walt Disney Studio Sound Department, Sam Slyfield                |                 |
| Flying Tigers               | Republic Studio Sound Department, Daniel Bloomberg               |                 |
| Friendly Enemies            | Sound Service, Inc., Jack Whitney                                |                 |
| The Gold Rush               | RCA Sound, James Fields                                          |                 |
| Mrs. Miniver                | Metro-Goldwyn-Mayer Studio Sound Department, Douglas Shearer     |                 |
| Once Upon a Honeymoon       | RKO Radio Studio Sound Department, Steve Dunn                    |                 |
| The Pride of the Yankees    | Samuel Goldwyn Studio Sound Department, Thomas T. Moulton        |                 |
| Road to Morocco             | Paramount Studio Sound Department, Loren Ryder                   |                 |
| This Above All              | 20th Century-Fox Studio Sound Department, E.H. Hansen            |                 |
| You Were Never Lovelier     | Columbia Studio Sound Department, John Livadary                  |                 |
| 1943 (16e)                  |                                                                  |                 |
| This Land Is Mine           | RKO Radio Studio Sound Department, Stephen Dunn                  |                 |
| Hangmen Also Die!           | Sound Service, Inc., Jack Whitney                                |                 |
| In Old Oklahoma             | Republic Studio Sound Department, Daniel J. Bloomberg            |                 |
| Madame Curie                | Metro-Goldwyn-Mayer Studio Sound Department, Douglas Shearer     |                 |
| The North Star              | Samuel Goldwyn Studio Sound Department, Thomas T. Moulton        |                 |
| Phantom of the Opera        | Universal Studio Sound Department, Bernard B. Brown              |                 |
| Riding High                 | Paramount Studio Sound Department, Loren L. Ryder                |                 |
| Sahara                      | Columbia Studio Sound Department, John Livadary                  |                 |
| Saludos Amigos              | Walt Disney Studio Sound Department, C.O. Slyfield               |                 |
| So This Is Washington       | RCA Sound, J.L. Fields                                           |                 |
| The Song of Bernadette      | 20th Century-Fox Studio Sound Department, E.H. Hansen            |                 |
| This Is the Army            | Warner Bros. Studio Sound Department, Nathan Levinson            |                 |
| 1944 (17e)                  |                                                                  |                 |
| Wilson                      | 20th Century-Fox Studio Sound Department, E.H. Hansen            |                 |
| Brazil                      | Republic Studio Sound Department, Daniel J. Bloomberg            |                 |
| Casanova Brown              | Samuel Goldwyn Studio Sound Department, Thomas T. Moulton        |                 |
| Cover Girl                  | Columbia Studio Sound Department, John Livadary                  |                 |
| Double Indemnity            | Paramount Studio Sound Department, Loren L. Ryder                |                 |
| His Butler's Sister         | Universal Studio Sound Department, Bernard B. Brown              |                 |
| Hollywood Canteen           | Warner Bros. Studio Sound Department, Nathan Levinson            |                 |
| It Happened Tomorrow        | Sound Service, Inc., Jack Whitney                                |                 |
| Kismet                      | Metro-Goldwyn-Mayer Studio Sound Department, Douglas Shearer     |                 |
| Music in Manhattan          | RKO Radio Studio Sound Department, Stephen Dunn                  |                 |
| Voice in the Wind           | RCA Sound, W.M. Dalgleish                                        |                 |
| 1945 (18e)                  |                                                                  |                 |
| The Bells of St. Mary's     | RKO Radio Studio Sound Department, Stephen Dunn                  |                 |
| Flame of Barbary Coast      | Republic Studio Sound Department, Daniel J. Bloomberg            |                 |
| Lady on a Train             | Universal Studio Sound Department, Bernard B. Brown              |                 |
| Leave Her to Heaven         | 20th Century-Fox Studio Sound Department, Thomas T. Moulton      |                 |
| Rhapsody in Blue            | Warner Bros. Studio Sound Department, Nathan Levinson            |                 |
| A Song to Remember          | Columbia Studio Sound Department, John P. Livadary               |                 |
| The Southerner              | General Service, Jack Whitney                                    |                 |
| They Were Expendable        | Metro-Goldwyn-Mayer Studio Sound Department, Douglas Shearer     |                 |
| The Three Caballeros        | Walt Disney Studio Sound Department, C.O. Slyfield               |                 |
| Three Is a Family           | RCA Sound, W.V. Wolfe                                            |                 |
| The Unseen                  | Paramount Studio Sound Department, Loren L. Ryder                |                 |
| Wonder Man                  | Samuel Goldwyn Studio Sound Department, Gordon Sawyer            |                 |
| 1946 (19e)                  |                                                                  |                 |
| The Jolson Story            | Columbia Studio Sound Department, John Livadary                  |                 |
| The Best Years of Our Lives | Samuel Goldwyn Studio Sound Department, Gordon Sawyer            |                 |
| It's a Wonderful Life       | RKO Radio Studio Sound Department, John Aalberg                  |                 |
| 1947 (20e)                  |                                                                  |                 |
| The Bishop's Wife           | Samuel Goldwyn Studio Sound Department, Gordon Sawyer            |                 |
| Green Dolphin Street        | Metro-Goldwyn-Mayer Studio Sound Department, Douglas Shearer     |                 |
| T-Men                       | Sound Service, Inc., Jack R. Whitney                             |                 |
| 1948 (21e)                  |                                                                  |                 |
| The Snake Pit               | 20th Century-Fox Studio Sound Department, Thomas T. Moulton      |                 |
| Johnny Belinda              | Warner Bros. Studio Sound Department, Col. Nathan O. Levinson    |                 |
| Moonrise                    | Republic Studio Sound Department, Daniel J. Bloomberg            |                 |
| 1949 (22e)                  |                                                                  |                 |
| Twelve O'Clock High         | 20th Century-Fox Studio Sound Department, Thomas T. Moulton      |                 |
| Once More, My Darling       | Universal-International Studio Sound Department, Leslie I. Carey |                 |
| Sands of Iwo Jima           | Republic Studio Sound Department, Daniel J. Bloomberg            |                 |

### 1950-1959
| Jaar                               | Film | Genomineerde(n) |
| ---------------------------------- | --- | --------------- |
| 1950 (23e)                         | |                 |
| All About Eve                      | 20th Century-Fox Studio Sound Department, Thomas T. Moulton                                              |                 |
| Cinderella                         | Walt Disney Studio Sound Department, C.O. Slyfield                                                       |                 |
| Louisa                             | Universal-International Studio Sound Department, Leslie I. Carey                                         |                 |
| Our Very Own                       | Samuel Goldwyn Studio Sound Department, Gordon Sawyer                                                    |                 |
| Trio                               | Pinewood Studios Sound Department, Cyril Crowhurst                                                       |                 |
| 1951 (24e)                         | |                 |
| The Great Caruso                   | Metro-Goldwyn-Mayer Studio Sound Department, Douglas Shearer                                             |                 |
| Bright Victory                     | Universal-International Studio Sound Department, Leslie I. Carey                                         |                 |
| I Want You                         | Samuel Goldwyn Studio Sound Department, Gordon Sawyer                                                    |                 |
| A Streetcar Named Desire           | Warner Bros. Studio Sound Department, Nathan Levinson                                                    |                 |
| Two Tickets to Broadway            | RKO Radio Studio Sound Department, John O. Aalberg                                                       |                 |
| 1952 (25e)                         | |                 |
| Breaking the Sound Barrier         | London Film Sound Department                                                                             |                 |
| Hans Christian Andersen            | Samuel Goldwyn Studio Sound Department, Gordon Sawyer                                                    |                 |
| The Promoter                       | Pinewood Studios Sound Department                                                                        |                 |
| The Quiet Man                      | Republic Studio Sound Department, Daniel J. Bloomberg                                                    |                 |
| With a Song in My Heart            | 20th Century-Fox Studio Sound Department, Thomas T. Moulton                                              |                 |
| 1953 (26e)                         | |                 |
| From Here to Eternity              | Columbia Studio Sound Department, John P. Livadary                                                       |                 |
| Calamity Jane                      | Warner Bros. Studio Sound Department, William A. Mueller                                                 |                 |
| Knights of the Round Table         | Metro-Goldwyn-Mayer Studio Sound Department, A.W. Watkins                                                |                 |
| The Mississippi Gambler            | Universal-International Studio Sound Department, Leslie I. Carey                                         |                 |
| The War of the Worlds              | Paramount Studio Sound Department, Loren L. Ryder                                                        |                 |
| 1954 (27e)                         | |                 |
| The Glenn Miller Story             | Universal-International Studio Sound Department, Leslie I. Carey                                         |                 |
| Brigadoon                          | Metro-Goldwyn-Mayer Studio Sound Department, Wesley C. Miller                                            |                 |
| The Caine Mutiny                   | Columbia Studio Sound Department, John P. Livadary                                                       |                 |
| Rear Window                        | Paramount Studio Sound Department, Loren L. Ryder                                                        |                 |
| Susan Slept Here                   | RKO Radio Studio Sound Department, John O. Aalberg                                                       |                 |
| 1955 (28e)                         | |                 |
| Oklahoma!                          | Todd-AO Sound Department, Fred Hynes                                                                     |                 |
| Love Is a Many-Splendored Thing    | 20th Century-Fox Studio Sound Department, Carl W. Faulkner                                               |                 |
| Love Me or Leave Me                | Metro-Goldwyn-Mayer Studio Sound Department, Wesley C. Miller                                            |                 |
| Mister Roberts                     | Warner Bros. Studio Sound Department, William A. Mueller                                                 |                 |
| Not as a Stranger                  | Radio Corporation of America Sound Department, Watson Jones                                              |                 |
| 1956 (29e)                         | |                 |
| The King and I                     | 20th Century-Fox Studio Sound Department, Carl Faulkner                                                  |                 |
| The Brave One                      | King Bros. Productions, Inc. Sound Department, John Myers                                                |                 |
| The Eddy Duchin Story              | Columbia Studio Sound Department, John Livadary                                                          |                 |
| Friendly Persuasion                | Westrex Sound Services, Inc., Gordon R. Glennan en Samuel Goldwyn Studio Sound Department, Gordon Sawyer |                 |
| The Ten Commandments               | Paramount Studio Sound Department, Loren L. Ryder                                                        |                 |
| 1957 (30e)                         | |                 |
| Sayonara                           | Warner Bros. Studio Sound Department, George Groves                                                      |                 |
| Gunfight at the O.K. Corral        | Paramount Studio Sound Department, George Dutton                                                         |                 |
| Les Girls                          | Metro-Goldwyn-Mayer Studio Sound Department, Dr. Wesley C. Miller                                        |                 |
| Pal Joey                           | Columbia Studio Sound Department, John P. Livadary                                                       |                 |
| Witness for the Prosecution        | Samuel Goldwyn Studio Sound Department, Gordon E. Sawyer                                                 |                 |
| 1958 (31e)                         | |                 |
| South Pacific                      | Todd-AO Sound Department, Fred Hynes                                                                     |                 |
| I Want to Live!                    | Samuel Goldwyn Studio Sound Department, Gordon E. Sawyer                                                 |                 |
| A Time to Love and a Time to Die   | Universal-International Studio Sound Department, Leslie I. Carey                                         |                 |
| Vertigo                            | Paramount Studio Sound Department, George Dutton                                                         |                 |
| The Young Lions                    | 20th Century-Fox Studio Sound Department, Carl Faulkner                                                  |                 |
| 1959 (32e)                         | |                 |
| Ben-Hur                            | Metro-Goldwyn-Mayer Studio Sound Department, Franklin E. Milton                                          |                 |
| Journey to the Center of the Earth | 20th Century-Fox Studio Sound Department, Carl Faulkner                                                  |                 |
| Libel!                             | Metro-Goldwyn-Mayer London Studio Sound Department, A.W. Watkins                                         |                 |
| The Nun's Story                    | Warner Bros. Studio Sound Department, George R. Groves                                                   |                 |
| Porgy and Bess                     | Metro-Goldwyn-Mayer Studio Sound Department, Gordon E. Sawyer en Todd-AO Sound Department, Fred Hynes    |                 |

### 1960-1969
| Jaar                               | Film                                                                                                | Genomineerde(n) |
| ---------------------------------- | --------------------------------------------------------------------------------------------------- | --------------- |
| 1960 (33e)                         | |                 |
| The Alamo                          | Samuel Goldwyn Studio Sound Department, Gordon E. Sawyer en Todd-AO Sound Department, Fred Hynes    |                 |
| The Apartment                      | Samuel Goldwyn Studio Sound Department, Gordon E. Sawyer                                            |                 |
| Cimarron                           | Metro-Goldwyn-Mayer Studio Sound Department, Franklin E. Milton                                     |                 |
| Pepe                               | Columbia Studio Sound Department, Charles Rice                                                      |                 |
| Sunrise at Campobello              | Warner Bros. Studio Sound Department, George R. Groves                                              |                 |
| 1961 (34e)                         | |                 |
| West Side Story                    | Todd-AO Sound Department, Fred Hynes en Samuel Goldwyn Studio Sound Department, Gordon E. Sawyer    |                 |
| The Children's Hour                | Samuel Goldwyn Studio Sound Department, Gordon E. Sawyer                                            |                 |
| Flower Drum Song                   | Revue Studio Sound Department, Waldon O. Watson                                                     |                 |
| The Guns of Navarone               | Shepperton Studio Sound Department, John Cox                                                        |                 |
| The Parent Trap                    | Walt Disney Studio Sound Department, Robert O. Cook                                                 |                 |
| 1962 (35e)                         | |                 |
| Lawrence of Arabia                 | Shepperton Studio Sound Department, John Cox                                                        |                 |
| Bon Voyage!                        | Walt Disney Studio Sound Department, Robert O. Cook                                                 |                 |
| Meredith Willson's The Music Man   | Warner Bros. Studio Sound Department, George R. Groves                                              |                 |
| That Touch of Mink                 | Universal City Studio Sound Department, Waldon O. Watson                                            |                 |
| What Ever Happened to Baby Jane?   | Glen Glenn Sound Department, Joseph Kelly                                                           |                 |
| 1963 (36e)                         | |                 |
| Geluid                             | |                 |
| How the West Was Won               | Metro-Goldwyn-Mayer Studio Sound Department, Franklin E. Milton                                     |                 |
| Bye Bye Birdie                     | Columbia Studio Sound Department, Charles Rice                                                      |                 |
| Captain Newman, M.D.               | Universal City Studio Sound Department, Waldon O. Watson                                            |                 |
| Cleopatra                          | 20th Century-Fox Studio Sound Department, James P. Corcoran en Todd-AO Sound Department, Fred Hynes |                 |
| It's a Mad, Mad, Mad, Mad World    | Samuel Goldwyn Studio Sound Department, Gordon E. Sawyer                                            |                 |
| Geluidseffecten                    | |                 |
| It's a Mad, Mad, Mad, Mad World    | Walter G. Elliott                                                                                   |                 |
| A Gathering of Eagles              | Robert L. Bratton                                                                                   |                 |
| 1964 (37e)                         | |                 |
| Geluid                             | |                 |
| My Fair Lady                       | Warner Bros. Studio Sound Department, George R. Groves                                              |                 |
| Becket                             | Shepperton Studio Sound Department, John Cox                                                        |                 |
| Father Goose                       | Universal City Studio Sound Department, Waldon O. Watson                                            |                 |
| Mary Poppins                       | Walt Disney Studio Sound Department, Robert O. Cook                                                 |                 |
| The Unsinkable Molly Brown         | Metro-Goldwyn-Mayer Studio Sound Department, Franklin E. Milton                                     |                 |
| Geluidseffecten                    | |                 |
| Goldfinger                         | Norman Wanstall                                                                                     |                 |
| The Lively Set                     | Robert L. Bratton                                                                                   |                 |
| 1965 (38e)                         | |                 |
| Geluid                             | |                 |
| The Sound of Music                 | 20th Century-Fox Studio Sound Department, James P. Corcoran en Todd-AO Sound Department, Fred Hynes |                 |
| The Agony and the Ecstasy          | 20th Century-Fox Studio Sound Department, James P. Corcoran                                         |                 |
| Doctor Zhivago                     | Metro-Goldwyn-Mayer Studio Sound Department, A.W. Watkins en Franklin E. Milton                     |                 |
| The Great Race                     | Warner Bros. Studio Sound Department, George R. Groves                                              |                 |
| Shenandoah                         | Universal City Studio Sound Department, Waldon O. Watson                                            |                 |
| Geluidseffecten                    | |                 |
| The Great Race                     | Tregoweth Brown                                                                                     |                 |
| Von Ryan's Express                 | Walter A. Rossi                                                                                     |                 |
| 1966 (39e)                         | |                 |
| Geluid                             | |                 |
| Grand Prix                         | Metro-Goldwyn-Mayer Studio Sound Department, Franklin E. Milton                                     |                 |
| Gambit                             | Universal City Studio Sound Department, Waldon O. Watson                                            |                 |
| Hawaii                             | Samuel Goldwyn Studio Sound Department, Gordon E. Sawyer                                            |                 |
| The Sand Pebbles                   | 20th Century-Fox Studio Sound Department, James P. Corcoran                                         |                 |
| Who's Afraid of Virginia Woolf     | Warner Bros. Studio Sound Department, George R. Groves                                              |                 |
| Geluidseffecten                    | |                 |
| Grand Prix                         | Gordon Daniel                                                                                       |                 |
| Fantastic Voyage                   | Walter Rossi                                                                                        |                 |
| 1967 (40e)                         | |                 |
| Geluid                             | |                 |
| In the Heat of the Night           | Samuel Goldwyn Studio Sound Department                                                              |                 |
| Camelot                            | Warner Bros.-Seven Arts Studio Sound Department                                                     |                 |
| The Dirty Dozen                    | Metro-Goldwyn-Mayer Studio Sound Department                                                         |                 |
| Doctor Dolittle                    | 20th Century-Fox Studio Sound Department                                                            |                 |
| Thoroughly Modern Millie           | Universal City Studio Sound Department                                                              |                 |
| Geluidseffecten                    | |                 |
| The Dirty Dozen                    | John Poyner                                                                                         |                 |
| In the Heat of the Night           | James A. Richard                                                                                    |                 |
| 1968 (41e)                         | |                 |
| Oliver!                            | Shepperton Studio Sound Department                                                                  |                 |
| Bullitt                            | Warner Bros.-Seven Arts Studio Sound Department                                                     |                 |
| Finian's Rainbow                   | Warner Bros.-Seven Arts Studio Sound Department                                                     |                 |
| Funny Girl                         | Columbia Studio Sound Department                                                                    |                 |
| Star!                              | 20th Century-Fox Studio Sound Department                                                            |                 |
| 1969 (42e)                         | |                 |
| Hello, Dolly!                      | Jack Solomon en Murray Spivack                                                                      |                 |
| Anne of the Thousand Days          | John Aldred                                                                                         |                 |
| Butch Cassidy and the Sundance Kid | William Edmondson en David Dockendorf                                                               |                 |
| Gaily, Gaily                       | Robert Martin en Clem Portman                                                                       |                 |
| Marooned                           | Les Fresholtz en Arthur Piantadosi                                                                  |                 |

### 1970-1979
| Jaar                               | Film                                                                      | Genomineerde(n) |
| ---------------------------------- | ------------------------------------------------------------------------- | --------------- |
| 1970 (43e)                         |                                                                           |                 |
| Patton                             | Douglas Williams en Don Bassman                                           |                 |
| Airport                            | Ronald Pierce en David Moriarty                                           |                 |
| Ryan's Daughter                    | Gordon K. McCallum en John Bramall                                        |                 |
| Tora! Tora! Tora!                  | Murray Spivack en Herman Lewis                                            |                 |
| Woodstock                          | Dan Wallin en Larry Johnson                                               |                 |
| 1971 (44e)                         |                                                                           |                 |
| Fiddler on the Roof                | Gordon K. McCallum en David Hildyard                                      |                 |
| Diamonds Are Forever               | Gordon K. McCallum, John Mitchell en Alfred J. Overton                    |                 |
| The French Connection              | Theodore Soderberg en Christopher Newman                                  |                 |
| Kotch                              | Richard Portman en Jack Solomon                                           |                 |
| Mary, Queen of Scots               | Bob Jones en John Aldred                                                  |                 |
| 1972 (45e)                         |                                                                           |                 |
| Cabaret                            | Robert Knudson en David Hildyard                                          |                 |
| Butterflies Are Free               | Arthur Piantadosi en Charles Knight                                       |                 |
| The Candidate                      | Richard Portman en Gene Cantamessa                                        |                 |
| The Godfather                      | Bud Grenzbach, Richard Portman en Christopher Newman                      |                 |
| The Poseidon Adventure             | Theodore Soderberg en Herman Lewis                                        |                 |
| 1973 (46e)                         |                                                                           |                 |
| The Exorcist                       | Robert Knudson en Chris Newman                                            |                 |
| The Day of the Dolphin             | Richard Portman en Lawrence O. Jost                                       |                 |
| The Paper Chase                    | Donald O. Mitchell en Lawrence O. Jost                                    |                 |
| Paper Moon                         | Richard Portman en Les Fresholtz                                          |                 |
| The Sting                          | Ronald K. Pierce en Robert Bertrand                                       |                 |
| 1974 (47e)                         |                                                                           |                 |
| Earthquake                         | Ronald Pierce en Melvin Metcalfe sr.                                      |                 |
| Chinatown                          | Bud Grenzbach en Larry Jost                                               |                 |
| The Conversation                   | Walter Murch en Arthur Rochester                                          |                 |
| The Towering Inferno               | Theodore Soderberg en Herman Lewis                                        |                 |
| Young Frankenstein                 | Richard Portman en Gene Cantamessa                                        |                 |
| 1975 (48e)                         |                                                                           |                 |
| Geluid                             |                                                                           |                 |
| Jaws                               | Robert Hoyt, Roger Heman, Earl Madery en John Carter                      |                 |
| Bite the Bullet                    | Arthur Piantadosi, Les Fresholtz, Richard Tyler en Al Overton jr.         |                 |
| Funny Lady                         | Richard Portman, Don MacDougall, Curly Thirlwell, Jack Solomon            |                 |
| The Hindenburg                     | Leonard Peterson, John A. Bolger jr., John Mack en Don K. Sharpless       |                 |
| The Wind and the Lion              | Harry W. Tetrick, Aaron Rochin, William McCaughey en Roy Charman          |                 |
| Geluidseffecten                    |                                                                           |                 |
| The Hindenburg                     | Peter Berkos                                                              |                 |
| 1976 (49e)                         |                                                                           |                 |
| All the President's Men            | Arthur Piantadosi, Les Fresholtz, Dick Alexander en Jim Webb              |                 |
| King Kong                          | Harry Warren Tetrick, William McCaughey, Aaron Rochin en Jack Solomon     |                 |
| Rocky                              | Harry Warren Tetrick, William McCaughey, Lyle Burbridge en Bud Alper      |                 |
| Silver Streak                      | Donald Mitchell, Douglas Williams, Richard Tyler en Hal Etherington       |                 |
| A Star Is Born                     | Robert Knudson, Dan Wallin, Robert Glass en Tom Overton                   |                 |
| 1977 (50e)                         |                                                                           |                 |
| Geluid                             |                                                                           |                 |
| Star Wars                          | Don MacDougall, Ray West, Bob Minkler en Derek Ball                       |                 |
| Close Encounters of the Third Kind | Robert Knudson, Robert J. Glass, Don MacDougall en Gene S. Cantamessa     |                 |
| The Deep                           | Walter Goss, Dick Alexander, Tom Beckert en Robin Gregory                 |                 |
| Sorcerer                           | Robert Knudson, Robert J. Glass, Richard Tyler en Jean-Louis Ducarme      |                 |
| The Turning Point                  | Theodore Soderberg, Paul Wells, Douglas O. Williams en Jerry Jost         |                 |
| Geluidseffectbewerking             |                                                                           |                 |
| Close Encounters of the Third Kind | Frank E. Warner                                                           |                 |
| 1978 (51e)                         |                                                                           |                 |
| The Deer Hunter                    | Richard Portman, William McCaughey, Aaron Rochin en Darin Knight          |                 |
| The Buddy Holly Story              | Tex Rudloff, Joel Fein, Curly Thirlwell en Willie Burton                  |                 |
| Days of Heaven                     | John K. Wilkinson, Robert W. Glass jr., John T. Reitz en Barry Thomas     |                 |
| Hooper                             | Robert Knudson, Robert J. Glass, Don MacDougall en Jack Solomon           |                 |
| Superman                           | Gordon K. McCallum, Graham Hartstone, Nicolas Le Messurier en Roy Charman |                 |
| 1979 (52e)                         |                                                                           |                 |
| Geluid                             |                                                                           |                 |
| Apocalypse Now                     | Walter Murch, Mark Berger, Richard Beggs en Nat Boxer                     |                 |
| 1941                               | Robert Knudson, Robert J. Glass, Don MacDougall en Gene S. Cantamessa     |                 |
| The Electric Horseman              | Arthur Piantadosi, Les Fresholtz, Michael Minkler en Al Overton           |                 |
| Meteor                             | William McCaughey, Aaron Rochin, Michael J. Kohut en Jack Solomon         |                 |
| The Rose                           | Theodore Soderberg, Douglas Williams, Paul Wells en Jim Webb              |                 |
| Geluidsbewerking                   |                                                                           |                 |
| The Black Stallion                 | Alan Splet                                                                |                 |

### 1980-1989
| Jaar                               | Film                                                                          | Genomineerde(n) |
| ---------------------------------- | ----------------------------------------------------------------------------- | --------------- |
| 1980 (53e)                         |                                                                               |                 |
| The Empire Strikes Back            | Bill Varney, Steve Maslow, Gregg Landaker en Peter Sutton                     |                 |
| Altered States                     | Arthur Piantadosi, Les Fresholtz, Michael Minkler en Willie D. Burton         |                 |
| Coal Miner's Daughter              | Richard Portman, Roger Heman en Jim Alexander                                 |                 |
| Fame                               | Michael J. Kohut, Aaron Rochin, Jay M. Harding en Chris Newman                |                 |
| Raging Bull                        | Donald O. Mitchell, Bill Nicholson, David J. Kimball en Les Lazarowitz        |                 |
| 1981 (54e)                         |                                                                               |                 |
| Geluid                             |                                                                               |                 |
| Raiders of the Lost Ark            | Bill Varney, Steve Maslow, Gregg Landaker en Roy Charman                      |                 |
| On Golden Pond                     | Richard Portman en David Ronne                                                |                 |
| Outland                            | John K. Wilkinson, Robert W. Glass jr., Robert M. Thirlwell en Robin Gregory  |                 |
| Pennies from Heaven                | Michael J. Kohut, Jay M. Harding, Richard Tyler en Al Overton                 |                 |
| Reds                               | Dick Vorisek, Tom Fleischman en Simon Kaye                                    |                 |
| Geluidseffectbewerking             |                                                                               |                 |
| Raiders of the Lost Ark            | Ben Burtt en Richard L. Anderson                                              |                 |
| 1982 (55e)                         |                                                                               |                 |
| Geluid                             |                                                                               |                 |
| E.T. the Extra-Terrestrial         | Robert Knudson, Robert Glass, Don Digirolamo en Gene Cantamessa               |                 |
| Das Boot                           | Milan Bor, Trevor Pyke en Mike Le-Mare                                        |                 |
| Gandhi                             | Gerry Humphreys, Robin O'Donoghue, Jonathan Bates en Simon Kaye               |                 |
| Tootsie                            | Arthur Piantadosi, Les Fresholtz, Dick Alexander en Les Lazarowitz            |                 |
| Tron                               | Michael Minkler, Bob Minkler, Lee Minkler en Jim La Rue                       |                 |
| Geluidseffectbewerking             |                                                                               |                 |
| E.T. the Extra-Terrestrial         | Charles L. Campbell en Ben Burtt                                              |                 |
| Das Boot                           | Mike Le-Mare                                                                  |                 |
| Poltergeist                        | Stephen Hunter Flick en Richard L. Anderson                                   |                 |
| 1983 (56e)                         |                                                                               |                 |
| Geluid                             |                                                                               |                 |
| The Right Stuff                    | Mark Berger, Tom Scott, Randy Thom en David MacMillan                         |                 |
| Never Cry Wolf                     | Alan R. Splet, Todd Boekelheide, Randy Thom en David Parker                   |                 |
| Return of the Jedi                 | Ben Burtt, Gary Summers, Randy Thom en Tony Dawe                              |                 |
| Terms of Endearment                | Donald O. Mitchell, Rick Kline, Kevin O'Connell en Jim Alexander              |                 |
| WarGames                           | Michael J. Kohut, Carlos Delarios, Aaron Rochin en Willie D. Burton           |                 |
| Geluidseffectbewerking             |                                                                               |                 |
| The Right Stuff                    | Jay Boekelheide                                                               |                 |
| Return of the Jedi                 | Ben Burtt                                                                     |                 |
| 1984 (57e)                         |                                                                               |                 |
| Geluid                             |                                                                               |                 |
| Amadeus                            | Mark Berger, Tom Scott, Todd Boekelheide en Chris Newman                      |                 |
| 2010                               | Michael J. Kohut, Aaron Rochin, Carlos Delarios en Gene S. Cantamessa         |                 |
| Dune                               | Bill Varney, Steve Maslow, Kevin O'Connell en Nelson Stoll                    |                 |
| A Passage to India                 | Graham V. Hartstone, Nicolas Le Messurier, Michael A. Carter en John Mitchell |                 |
| The River                          | Nick Alphin, Robert Thirlwell, Richard Portman en David Ronne                 |                 |
| Geluidseffectbewerking             |                                                                               |                 |
| The River                          | Kay Rose                                                                      |                 |
| 1985 (58e)                         |                                                                               |                 |
| Geluid                             |                                                                               |                 |
| Out of Africa                      | Chris Jenkins, Gary Alexander, Larry Stensvold en Peter Handford              |                 |
| Back to the Future                 | Bill Varney, B. Tennyson Sebastian II, Robert Thirlwell en William B. Kaplan  |                 |
| A Chorus Line                      | Donald O. Mitchell, Michael Minkler, Gerry Humphreys en Chris Newman          |                 |
| Ladyhawke                          | Les Fresholtz, Dick Alexander, Vern Poore en Bud Alper                        |                 |
| Silverado                          | Donald O. Mitchell, Rick Kline, Kevin O'Connell en David Ronne                |                 |
| Geluidseffectbewerking             |                                                                               |                 |
| Back to the Future                 | Charles L. Campbell en Robert Rutledge                                        |                 |
| Ladyhawke                          | Bob Henderson en Alan Murray                                                  |                 |
| Rambo: First Blood Part II         | Frederick J. Brown                                                            |                 |
| 1986 (59e)                         |                                                                               |                 |
| Geluid                             |                                                                               |                 |
| Platoon                            | John K. Wilkinson, Richard Rogers, Charles "Bud" Grenzbach en Simon Kaye      |                 |
| Aliens                             | Graham V. Hartstone, Nicolas Le Messurier, Michael A. Carter en Roy Charman   |                 |
| Heartbreak Ridge                   | Les Fresholtz, Dick Alexander, Vern Poore en William Nelson                   |                 |
| Star Trek IV: The Voyage Home      | Terry Porter, Dave Hudson, Mel Metcalfe en Gene S. Cantamessa                 |                 |
| Top Gun                            | Donald O. Mitchell, Kevin O'Connell, Rick Kline en William B. Kaplan          |                 |
| Geluidseffectbewerking             |                                                                               |                 |
| Aliens                             | Don Sharpe                                                                    |                 |
| Star Trek IV: The Voyage Home      | Mark Mangini                                                                  |                 |
| Top Gun                            | Cecelia Hall en George Watters II                                             |                 |
| 1987 (60e)                         |                                                                               |                 |
| Geluid                             |                                                                               |                 |
| The Last Emperor                   | Bill Rowe en Ivan Sharrock                                                    |                 |
| Empire of the Sun                  | Robert Knudson, Don Digirolamo, John Boyd en Tony Dawe                        |                 |
| Lethal Weapon                      | Les Fresholtz, Dick Alexander, Vern Poore en Bill Nelson                      |                 |
| RoboCop                            | Michael J. Kohut, Carlos Delarios, Aaron Rochin en Robert Wald                |                 |
| The Witches of Eastwick            | Wayne Artman, Tom Beckert, Tom Dahl en Art Rochester                          |                 |
| Geluidseffectbewerking             |                                                                               |                 |
| RoboCop                            | Stephen Flick en John Pospisil                                                |                 |
| 1988 (61e)                         |                                                                               |                 |
| Geluid                             |                                                                               |                 |
| Bird                               | Les Fresholtz, Dick Alexander, Vern Poore en Willie D. Burton                 |                 |
| Die Hard                           | Don Bassman, Kevin F. Cleary, Richard Overton en Al Overton                   |                 |
| Gorillas in the Mist               | Andy Nelson, Brian Saunders en Peter Handford                                 |                 |
| Mississippi Burning                | Robert Litt, Elliot Tyson, Rick Kline en Danny Michael                        |                 |
| Who Framed Roger Rabbit            | Robert Knudson, John Boyd, Don Digirolamo en Tony Dawe                        |                 |
| Geluidseffectbewerking             |                                                                               |                 |
| Who Framed Roger Rabbit            | Charles L. Campbell en Louis L. Edemann                                       |                 |
| Die Hard                           | Stephen H. Flick en Richard Shorr                                             |                 |
| Willow                             | Ben Burtt en Richard Hymns                                                    |                 |
| 1989 (62e)                         |                                                                               |                 |
| Geluid                             |                                                                               |                 |
| Glory                              | Donald O. Mitchell, Gregg C. Rudloff, Elliot Tyson en Russell Williams II     |                 |
| The Abyss                          | Don Bassman, Kevin F. Cleary, Richard Overton en Lee Orloff                   |                 |
| Black Rain                         | Donald O. Mitchell, Kevin O'Connell, Greg P. Russell en Keith A. Wester       |                 |
| Born on the Fourth of July         | Michael Minkler, Gregory H. Watkins, Wylie Stateman en Tod A. Maitland        |                 |
| Indiana Jones and the Last Crusade | Ben Burtt, Gary Summers, Shawn Murphy en Tony Dawe                            |                 |
| Geluidseffectbewerking             |                                                                               |                 |
| Indiana Jones and the Last Crusade | Ben Burtt en Richard Hymns                                                    |                 |
| Black Rain                         | Milton C. Burrow en William L. Manger                                         |                 |
| Lethal Weapon 2                    | Robert Henderson en Alan Robert Murray                                        |                 |

### 1990-1999
| Jaar                                     | Film                                                                      | Genomineerde(n) |
| ---------------------------------------- | ------------------------------------------------------------------------- | --------------- |
| 1990 (63e)                               |                                                                           |                 |
| Geluid                                   |                                                                           |                 |
| Dances with Wolves                       | Jeffrey Perkins, Bill W. Benton, Greg Watkins en Russell Williams II      |                 |
| Days of Thunder                          | Donald O. Mitchell, Rick Kline, Kevin O'Connell en Charles Wilborn        |                 |
| Dick Tracy                               | Chris Jenkins, David E. Campbell, D.M. Hemphill en Thomas Causey          |                 |
| The Hunt for Red October                 | Don Bassman, Richard Overton, Kevin F. Cleary en Richard Bryce Goodman    |                 |
| Total Recall                             | Michael J. Kohut, Carlos Delarios, Aaron Rochin en Nelson Stoll           |                 |
| Geluidseffectbewerking                   |                                                                           |                 |
| The Hunt for Red October                 | Cecelia Hall en George Watters II                                         |                 |
| Flatliners                               | Charles L. Campbell en Richard Franklin                                   |                 |
| Total Recall                             | Stephen H. Flick                                                          |                 |
| 1991 (64e)                               |                                                                           |                 |
| Geluid                                   |                                                                           |                 |
| Terminator 2: Judgment Day               | Tom Johnson, Gary Rydstrom, Gary Summers en Lee Orloff                    |                 |
| Backdraft                                | Gary Summers, Randy Thom, Gary Rydstrom en Glenn Williams                 |                 |
| Beauty and the Beast                     | Terry Porter, Mel Metcalfe, David J. Hudson en Doc Kane                   |                 |
| JFK                                      | Michael Minkler, Gregg Landaker en Tod A. Maitland                        |                 |
| The Silence of the Lambs                 | Tom Fleischman en Christopher Newman                                      |                 |
| Geluidseffectbewerking                   |                                                                           |                 |
| Terminator 2: Judgment Day               | Gary Rydstrom en Gloria S. Borders                                        |                 |
| Backdraft                                | Gary Rydstrom en Richard Hymns                                            |                 |
| Star Trek VI: The Undiscovered Country   | George Watters II en F. Hudson Miller                                     |                 |
| 1992 (65e)                               |                                                                           |                 |
| Geluid                                   |                                                                           |                 |
| The Last of the Mohicans                 | Chris Jenkins, Doug Hemphill, Mark Smith en Simon Kaye                    |                 |
| Aladdin                                  | Terry Porter, Mel Metcalfe, David J. Hudson en Doc Kane                   |                 |
| A Few Good Men                           | Kevin O'Connell, Rick Kline en Bob Eber                                   |                 |
| Under Siege                              | Don Mitchell, Frank A. Montaño, Rick Hart en Scott Smith                  |                 |
| Unforgiven                               | Les Fresholtz, Vern Poore, Dick Alexander en Rob Young                    |                 |
| Geluidseffectbewerking                   |                                                                           |                 |
| Bram Stoker's Dracula                    | Tom C. McCarthy en David E. Stone                                         |                 |
| Aladdin                                  | Mark Mangini                                                              |                 |
| Under Siege                              | John Leveque en Bruce Stambler                                            |                 |
| 1993 (66e)                               |                                                                           |                 |
| Geluid                                   |                                                                           |                 |
| Jurassic Park                            | Gary Summers, Gary Rydstrom, Shawn Murphy en Ron Judkins                  |                 |
| Cliffhanger                              | Michael Minkler, Bob Beemer en Tim Cooney                                 |                 |
| The Fugitive                             | Donald O. Mitchell, Michael Herbick, Frank A. Montaño en Scott D. Smith   |                 |
| Geronimo: An American Legend             | Chris Carpenter, D.M. Hemphill, Bill W. Benton en Lee Orloff              |                 |
| Schindler's List                         | Andy Nelson, Steve Pederson, Scott Millan en Ron Judkins                  |                 |
| Geluidseffectbewerking                   |                                                                           |                 |
| Jurassic Park                            | Gary Rydstrom en Richard Hymns                                            |                 |
| Cliffhanger                              | Wylie Stateman en Gregg Baxter                                            |                 |
| The Fugitive                             | John Leveque en Bruce Stambler                                            |                 |
| 1994 (67e)                               |                                                                           |                 |
| Geluid                                   |                                                                           |                 |
| Speed                                    | Gregg Landaker, Steve Maslow, Bob Beemer en David R.B. MacMillan          |                 |
| Clear and Present Danger                 | Donald O. Mitchell, Michael Herbick, Frank A. Montaño en Arthur Rochester |                 |
| Forrest Gump                             | Randy Thom, Tom Johnson, Dennis Sands en William B. Kaplan                |                 |
| Legends of the Fall                      | Paul Massey, David Campbell, Christopher David en Douglas Ganton          |                 |
| The Shawshank Redemption                 | Robert J. Litt, Elliot Tyson, Michael Herbick en Willie Burton            |                 |
| Geluidseffectbewerking                   |                                                                           |                 |
| Speed                                    | Stephen Hunter Flick                                                      |                 |
| Clear and Present Danger                 | Bruce Stambler en John Leveque                                            |                 |
| Forrest Gump                             | Gloria S. Borders en Randy Thom                                           |                 |
| 1995 (68e)                               |                                                                           |                 |
| Geluid                                   |                                                                           |                 |
| Apollo 13                                | Rick Dior, Steve Pederson, Scott Millan en David MacMillan                |                 |
| Batman Forever                           | Donald O. Mitchell, Frank A. Montaño, Michael Herbick en Petur Hliddal    |                 |
| Braveheart                               | Andy Nelson, Scott Millan, Anna Behlmer en Brian Simmons                  |                 |
| Crimson Tide                             | Kevin O'Connell, Rick Kline, Gregory H. Watkins en William B. Kaplan      |                 |
| Waterworld                               | Steve Maslow, Gregg Landaker en Keith A. Wester                           |                 |
| Geluidseffectbewerking                   |                                                                           |                 |
| Braveheart                               | Lon Bender en Per Hallberg                                                |                 |
| Batman Forever                           | John Leveque en Bruce Stambler                                            |                 |
| Crimson Tide                             | George Watters II                                                         |                 |
| 1996 (69e)                               |                                                                           |                 |
| Geluid                                   |                                                                           |                 |
| The English Patient                      | Walter Murch, Mark Berger, David Parker en Chris Newman                   |                 |
| Evita                                    | Andy Nelson, Anna Behlmer en Ken Weston                                   |                 |
| Independence Day                         | Chris Carpenter, Bill W. Benton, Bob Beemer en Jeff Wexler                |                 |
| The Rock                                 | Kevin O'Connell, Greg P. Russell en Keith A. Wester                       |                 |
| Twister                                  | Steve Maslow, Gregg Landaker, Kevin O'Connell en Geoffrey Patterson       |                 |
| Geluidseffectbewerking                   |                                                                           |                 |
| The Ghost and the Darkness               | Bruce Stambler                                                            |                 |
| Daylight                                 | Richard L. Anderson en David A. Whittaker                                 |                 |
| Eraser                                   | Alan Robert Murray en Bub Asman                                           |                 |
| 1997 (70e)                               |                                                                           |                 |
| Geluid                                   |                                                                           |                 |
| Titanic                                  | Gary Rydstrom, Tom Johnson, Gary Summers en Mark Ulano                    |                 |
| Air Force One                            | Paul Massey, Rick Kline, D.M. Hemphill en Keith A. Wester                 |                 |
| Con Air                                  | Kevin O'Connell, Greg P. Russell en Arthur Rochester                      |                 |
| Contact                                  | Randy Thom, Tom Johnson, Dennis Sands en William B. Kaplan                |                 |
| L.A. Confidential                        | Andy Nelson, Anna Behlmer en Kirk Francis                                 |                 |
| Geluidseffectbewerking                   |                                                                           |                 |
| Titanic                                  | Tom Bellfort en Christopher Boyes                                         |                 |
| Face/Off                                 | Mark P. Stoeckinger en Per Hallberg                                       |                 |
| The Fifth Element                        | Mark Mangini                                                              |                 |
| 1998 (71e)                               |                                                                           |                 |
| Geluid                                   |                                                                           |                 |
| Saving Private Ryan                      | Gary Rydstrom, Gary Summers, Andy Nelson en Ronald Judkins                |                 |
| Armageddon                               | Kevin O'Connell, Greg P. Russell en Keith A. Wester                       |                 |
| The Mask of Zorro                        | Kevin O'Connell, Greg P. Russell en Pud Cusack                            |                 |
| Shakespeare in Love                      | Robin O'Donoghue, Dominic Lester en Peter Glossop                         |                 |
| The Thin Red Line                        | Andy Nelson, Anna Behlmer en Paul Brincat                                 |                 |
| Geluidseffectbewerking                   |                                                                           |                 |
| Saving Private Ryan                      | Gary Rydstrom en Richard Hymns                                            |                 |
| Armageddon                               | George Watters II                                                         |                 |
| The Mask of Zorro                        | David McMoyler                                                            |                 |
| 1999 (72e)                               |                                                                           |                 |
| Geluid                                   |                                                                           |                 |
| The Matrix                               | John Reitz, Gregg Rudloff, David Campbell en David Lee                    |                 |
| The Green Mile                           | Robert J. Litt, Elliot Tyson, Michael Herbick en Willie D. Burton         |                 |
| The Insider                              | Andy Nelson, Doug Hemphill en Lee Orloff                                  |                 |
| The Mummy                                | Leslie Shatz, Chris Carpenter, Rick Kline en Chris Munro                  |                 |
| Star Wars: Episode I: The Phantom Menace | Gary Rydstrom, Tom Johnson, Shawn Murphy en John Midgley                  |                 |
| Geluidseffectbewerking                   |                                                                           |                 |
| The Matrix                               | Dane A. Davis                                                             |                 |
| Fight Club                               | Ren Klyce en Richard Hymns                                                |                 |
| Star Wars: Episode I: The Phantom Menace | Ben Burtt en Tom Bellfort                                                 |                 |

### 2000-2009
| Jaar                                                           | Film                                                                     | Genomineerde(n) |
| -------------------------------------------------------------- | ------------------------------------------------------------------------ | --------------- |
| 2000 (73e)                                                     |                                                                          |                 |
| Geluid                                                         |                                                                          |                 |
| Gladiator                                                      | Scott Millan, Bob Beemer en Ken Weston                                   |                 |
| Cast Away                                                      | Randy Thom, Tom Johnson, Dennis Sands en William B. Kaplan               |                 |
| The Patriot                                                    | Kevin O'Connell, Greg P. Russell en Lee Orloff                           |                 |
| The Perfect Storm                                              | John Reitz, Gregg Rudloff, David Campbell en Keith A. Wester             |                 |
| U-571                                                          | Steve Maslow, Gregg Landaker, Rick Kline en Ivan Sharrock                |                 |
| Geluidsbewerking                                               |                                                                          |                 |
| U-571                                                          | Jon Johnson                                                              |                 |
| Space Cowboys                                                  | Alan Robert Murray en Bub Asman                                          |                 |
| 2001 (74e)                                                     |                                                                          |                 |
| Geluid                                                         |                                                                          |                 |
| Black Hawk Down                                                | Michael Minkler, Myron Nettinga en Chris Munro                           |                 |
| Amélie                                                         | Vincent Arnardi, Guillaume Leriche en Jean Umansky                       |                 |
| The Lord of the Rings: The Fellowship of the Ring              | Christopher Boyes, Michael Semanick, Gethin Creagh en Hammond Peek       |                 |
| Moulin Rouge!                                                  | Andy Nelson, Anna Behlmer, Roger Savage en Guntis Sics                   |                 |
| Pearl Harbor                                                   | Kevin O'Connell, Greg P. Russell en Peter J. Devlin                      |                 |
| Geluidsbewerking                                               |                                                                          |                 |
| Pearl Harbor                                                   | George Watters II en Christopher Boyes                                   |                 |
| Monsters, Inc.                                                 | Gary Rydstrom en Michael Silvers                                         |                 |
| 2002 (75e)                                                     |                                                                          |                 |
| Geluid                                                         |                                                                          |                 |
| Chicago                                                        | Michael Minkler, Dominick Tavella en David Lee                           |                 |
| Gangs of New York                                              | Tom Fleischman, Eugene Gearty en Ivan Sharrock                           |                 |
| The Lord of the Rings: The Two Towers                          | Christopher Boyes, Michael Semanick, Michael Hedges en Hammond Peek      |                 |
| Road to Perdition                                              | Scott Millan, Bob Beemer en John Patrick Pritchett                       |                 |
| Spider-Man                                                     | Kevin O'Connell, Greg P. Russell en Ed Novick                            |                 |
| Geluidsbewerking                                               |                                                                          |                 |
| The Lord of the Rings: The Two Towers                          | Ethan Van der Ryn en Michael Hopkins                                     |                 |
| Minority Report                                                | Richard Hymns en Gary Rydstrom                                           |                 |
| Road to Perdition                                              | Scott A. Hecker                                                          |                 |
| 2003 (76e)                                                     |                                                                          |                 |
| Geluidsmixing                                                  |                                                                          |                 |
| The Lord of the Rings: The Return of the King                  | Christopher Boyes, Michael Semanick, Michael Hedges en Hammond Peek      |                 |
| The Last Samurai                                               | Andy Nelson, Anna Behlmer en Jeff Wexler                                 |                 |
| Master and Commander: The Far Side of the World                | Paul Massey, D.M. Hemphill en Arthur Rochester                           |                 |
| Pirates of the Caribbean: The Curse of the Black Pearl         | Christopher Boyes, David Parker, David Campbell en Lee Orloff            |                 |
| Seabiscuit                                                     | Andy Nelson, Anna Behlmer en Tod A. Maitland                             |                 |
| Geluidsbewerking                                               |                                                                          |                 |
| Master and Commander: The Far Side of the World                | Richard King                                                             |                 |
| Finding Nemo                                                   | Gary Rydstrom en Michael Silvers                                         |                 |
| Pirates of the Caribbean: The Curse of the Black Pearl         | Christopher Boyes en George Watters II                                   |                 |
| 2004 (77e)                                                     |                                                                          |                 |
| Geluidsmixing                                                  |                                                                          |                 |
| Ray                                                            | Scott Millan, Greg Orloff, Bob Beemer en Steve Cantamessa                |                 |
| The Aviator                                                    | Tom Fleischman en Petur Hliddal                                          |                 |
| The Incredibles                                                | Randy Thom, Gary A. Rizzo en Doc Kane                                    |                 |
| The Polar Express                                              | Randy Thom, Tom Johnson, Dennis Sands en William B. Kaplan               |                 |
| Spider-Man 2                                                   | Kevin O'Connell, Greg P. Russell, Jeffrey J. Haboush en Joseph Geisinger |                 |
| Geluidsbewerking                                               |                                                                          |                 |
| The Incredibles                                                | Michael Silvers en Randy Thom                                            |                 |
| The Polar Express                                              | Randy Thom en Dennis Leonard                                             |                 |
| Spider-Man 2                                                   | Paul N.J. Ottosson                                                       |                 |
| 2005 (78e)                                                     |                                                                          |                 |
| Geluidsmixing                                                  |                                                                          |                 |
| King Kong                                                      | Christopher Boyes, Michael Semanick, Michael Hedges en Hammond Peek      |                 |
| The Chronicles of Narnia: The Lion, the Witch and the Wardrobe | Terry Porter, Dean A. Zupancic en Tony Johnson                           |                 |
| Memoirs of a Geisha                                            | Kevin O'Connell, Greg P. Russell, Rick Kline en John Pritchett           |                 |
| Walk the Line                                                  | Paul Massey, D.M. Hemphill en Peter F. Kurland                           |                 |
| War of the Worlds                                              | Andy Nelson, Anna Behlmer en Ronald Judkins                              |                 |
| Geluidsbewerking                                               |                                                                          |                 |
| King Kong                                                      | Mike Hopkins en Ethan Van der Ryn                                        |                 |
| Memoirs of a Geisha                                            | Wylie Stateman                                                           |                 |
| War of the Worlds                                              | Richard King                                                             |                 |
| 2006 (79e)                                                     |                                                                          |                 |
| Geluidsmixing                                                  |                                                                          |                 |
| Dreamgirls                                                     | Michael Minkler, Bob Beemer en Willie Burton                             |                 |
| Apocalypto                                                     | Kevin O'Connell, Greg P. Russell en Fernando Cámara                      |                 |
| Blood Diamond                                                  | Andy Nelson, Anna Behlmer en Ivan Sharrock                               |                 |
| Flags of Our Fathers                                           | John Reitz, Dave Campbell, Gregg Rudloff en Walt Martin                  |                 |
| Pirates of the Caribbean: Dead Man's Chest                     | Paul Massey, Christopher Boyes en Lee Orloff                             |                 |
| Geluidsbewerking                                               |                                                                          |                 |
| Letters from Iwo Jima                                          | Alan Robert Murray en Bub Asman                                          |                 |
| Apocalypto                                                     | Sean McCormack en Kami Asgar                                             |                 |
| Blood Diamond                                                  | Lon Bender                                                               |                 |
| Flags of Our Fathers                                           | Alan Robert Murray en Bub Asman                                          |                 |
| Pirates of the Caribbean: Dead Man's Chest                     | Christopher Boyes en George Watters II                                   |                 |
| 2007 (80e)                                                     |                                                                          |                 |
| Geluidsmixing                                                  |                                                                          |                 |
| The Bourne Ultimatum                                           | Scott Millan, David Parker en Kirk Francis                               |                 |
| 3:10 to Yuma                                                   | Paul Massey, David Giammarco en Jim Stuebe                               |                 |
| No Country for Old Men                                         | Skip Lievsay, Craig Berkey, Greg Orloff en Peter Kurland                 |                 |
| Ratatouille                                                    | Randy Thom, Michael Semanick en Doc Kane                                 |                 |
| Transformers                                                   | Kevin O'Connell, Greg P. Russell en Peter J. Devlin                      |                 |
| Geluidsbewerking                                               |                                                                          |                 |
| The Bourne Ultimatum                                           | Karen Baker Landers en Per Hallberg                                      |                 |
| No Country for Old Men                                         | Skip Lievsay                                                             |                 |
| Ratatouille                                                    | Randy Thom en Michael Silvers                                            |                 |
| There Will Be Blood                                            | Christopher Scarabosio en Matthew Wood                                   |                 |
| Transformers                                                   | Ethan Van der Ryn en Mike Hopkins                                        |                 |
| 2008 (81e)                                                     |                                                                          |                 |
| Geluidsmixing                                                  |                                                                          |                 |
| Slumdog Millionaire                                            | Ian Tapp, Richard Pryke en Resul Pookutty                                |                 |
| The Curious Case of Benjamin Button                            | David Parker, Michael Semanick, Ren Klyce en Mark Weingarten             |                 |
| The Dark Knight                                                | Lora Hirschberg, Gary Rizzo en Ed Novick                                 |                 |
| WALL-E                                                         | Tom Myers, Michael Semanick en Ben Burtt                                 |                 |
| Wanted                                                         | Chris Jenkins, Frank A. Montaño en Petr Forejt                           |                 |
| Geluidsbewerking                                               |                                                                          |                 |
| The Dark Knight                                                | Richard King                                                             |                 |
| Iron Man                                                       | Frank Eulner en Christopher Boyes                                        |                 |
| Slumdog Millionaire                                            | Glenn Freemantle en Tom Sayers                                           |                 |
| WALL-E                                                         | Ben Burtt en Matthew Wood                                                |                 |
| Wanted                                                         | Wylie Stateman                                                           |                 |
| 2009 (82e)                                                     |                                                                          |                 |
| Geluidsmixing                                                  |                                                                          |                 |
| The Hurt Locker                                                | Paul N.J. Ottosson en Ray Beckett                                        |                 |
| Avatar                                                         | Christopher Boyes, Gary Summers, Andy Nelson en Tony Johnson             |                 |
| Inglourious Basterds                                           | Michael Minkler, Tony Lamberti en Mark Ulano                             |                 |
| Star Trek                                                      | Anna Behlmer, Andy Nelson en Peter J. Devlin                             |                 |
| Transformers: Revenge of the Fallen                            | Greg P. Russell, Gary Summers en Geoffrey Patterson                      |                 |
| Geluidsbewerking                                               |                                                                          |                 |
| The Hurt Locker                                                | Paul N.J. Ottosson                                                       |                 |
| Avatar                                                         | Christopher Boyes en Gwendolyn Yates Whittle                             |                 |
| Inglourious Basterds                                           | Wylie Stateman                                                           |                 |
| Star Trek                                                      | Mark Stoeckinger en Alan Rankin                                          |                 |
| Up                                                             | Michael Silvers en Tom Myers                                             |                 |

### 2010-2019
| Jaar                                            | Film                                                                 | Genomineerde(n) |
| ----------------------------------------------- | -------------------------------------------------------------------- | --------------- |
| 2010 (83e)                                      |                                                                      |                 |
| Geluidsmixing                                   |                                                                      |                 |
| Inception                                       | Lora Hirschberg, Gary A. Rizzo en Ed Novick                          |                 |
| The King's Speech                               | Paul Hamblin, Martin Jensen en John Midgley                          |                 |
| Salt                                            | Jeffrey J. Haboush, Greg P. Russell, Scott Millan en William Sarokin |                 |
| The Social Network                              | Ren Klyce, David Parker, Michael Semanick en Mark Weingarten         |                 |
| True Grit                                       | Skip Lievsay, Craig Berkey, Greg Orloff en Peter F. Kurland          |                 |
| Geluidsbewerking                                |                                                                      |                 |
| Inception                                       | Richard King                                                         |                 |
| Toy Story 3                                     | Tom Myers en Michael Silvers                                         |                 |
| Tron: Legacy                                    | Gwendolyn Yates Whittle en Addison Teague                            |                 |
| True Grit                                       | Skip Lievsay en Craig Berkey                                         |                 |
| Unstoppable                                     | Mark P. Stoeckinger                                                  |                 |
| 2011 (84e)                                      |                                                                      |                 |
| Geluidsmixing                                   |                                                                      |                 |
| Hugo                                            | Tom Fleischman en John Midgley                                       |                 |
| The Girl with the Dragon Tattoo                 | David Parker, Michael Semanick, Ren Klyce en Bo Persson              |                 |
| Moneyball                                       | Deb Adair, Ron Bochar, David Giammarco en Ed Novick                  |                 |
| Transformers: Dark of the Moon                  | Greg P. Russell, Gary Summers, Jeffrey J. Haboush en Peter J. Devlin |                 |
| War Horse                                       | Gary Rydstrom, Andy Nelson, Tom Johnson en Stuart Wilson             |                 |
| Geluidsbewerking                                |                                                                      |                 |
| Hugo                                            | Philip Stockton en Eugene Gearty                                     |                 |
| Drive                                           | Lon Bender en Victor Ray Ennis                                       |                 |
| The Girl with the Dragon Tattoo                 | Ren Klyce                                                            |                 |
| Transformers: Dark of the Moon                  | Ethan Van der Ryn en Erik Aadahl                                     |                 |
| War Horse                                       | Richard Hymns en Gary Rydstrom                                       |                 |
| 2012 (85e)                                      |                                                                      |                 |
| Geluidsmixing                                   |                                                                      |                 |
| Les Misérables                                  | Andy Nelson, Mark Paterson en Simon Hayes                            |                 |
| Argo                                            | John Reitz, Gregg Rudloff en José Antonio Garcia                     |                 |
| Life of Pi                                      | Ron Bartlett, D.M. Hemphill en Drew Kunin                            |                 |
| Lincoln                                         | Andy Nelson, Gary Rydstrom en Ronald Judkins                         |                 |
| Skyfall                                         | Scott Millan, Greg P. Russell en Stuart Wilson                       |                 |
| Geluidsbewerking                                |                                                                      |                 |
| Skyfall                                         | Per Hallberg en Karen Baker Landers                                  |                 |
| Zero Dark Thirty                                | Paul N.J. Ottosson                                                   |                 |
| Argo                                            | Erik Aadahl en Ethan Van der Ryn                                     |                 |
| Django Unchained                                | Wylie Stateman                                                       |                 |
| Life of Pi                                      | Eugene Gearty en Philip Stockton                                     |                 |
| 2013 (86e)                                      |                                                                      |                 |
| Geluidsmixing                                   |                                                                      |                 |
| Gravity                                         | Skip Lievsay, Niv Adiri, Christopher Benstead en Chris Munro         |                 |
| Captain Phillips                                | Chris Burdon, Mark Taylor, Mike Prestwood Smith en Chris Munro       |                 |
| The Hobbit: The Desolation of Smaug             | Christopher Boyes, Michael Hedges, Michael Semanick en Tony Johnson  |                 |
| Inside Llewyn Davis                             | Skip Lievsay, Greg Orloff en Peter F. Kurland                        |                 |
| Lone Survivor                                   | Andy Koyama, Beau Borders en David Brownlow                          |                 |
| Geluidsbewerking                                |                                                                      |                 |
| Gravity                                         | Glenn Freemantle                                                     |                 |
| All Is Lost                                     | Steve Boeddeker en Richard Hymns                                     |                 |
| Captain Phillips                                | Oliver Tarney                                                        |                 |
| The Hobbit: The Desolation of Smaug             | Brent Burge en Chris Ward                                            |                 |
| Lone Survivor                                   | Wylie Stateman                                                       |                 |
| 2014 (87e)                                      |                                                                      |                 |
| Geluidsmixing                                   |                                                                      |                 |
| Whiplash                                        | Craig Mann, Ben Wilkins en Thomas Curley                             |                 |
| American Sniper                                 | John Reitz, Gregg Rudloff en Walt Martin                             |                 |
| Birdman or (The Unexpected Virtue of Ignorance) | Jon Taylor, Frank A. Montaño en Thomas Varga                         |                 |
| Interstellar                                    | Gary A. Rizzo, Gregg Landaker en Mark Weingarten                     |                 |
| Unbroken                                        | Jon Taylor, Frank A. Montaño en David Lee                            |                 |
| Geluidsbewerking                                |                                                                      |                 |
| American Sniper                                 | Alan Robert Murray en Bub Asman                                      |                 |
| Birdman or (The Unexpected Virtue of Ignorance) | Martín Hernández en Aaron Glascock                                   |                 |
| The Hobbit: The Battle of the Five Armies       | Brent Burge en Jason Canovas                                         |                 |
| Interstellar                                    | Richard King                                                         |                 |
| Unbroken                                        | Becky Sullivan en Andrew DeCristofaro                                |                 |
| 2015 (88e)                                      |                                                                      |                 |
| Geluidsmixing                                   |                                                                      |                 |
| Mad Max: Fury Road                              | Chris Jenkins, Gregg Rudloff en Ben Osmo                             |                 |
| Bridge of Spies                                 | Andy Nelson, Gary Rydstrom en Drew Kunin                             |                 |
| The Martian                                     | Paul Massey, Mark Taylor en Mac Ruth                                 |                 |
| The Revenant                                    | Jon Taylor, Frank A. Montaño, Randy Thom en Chris Duesterdiek        |                 |
| Star Wars: The Force Awakens                    | Andy Nelson, Christopher Scarabosio en Stuart Wilson                 |                 |
| Geluidsbewerking                                |                                                                      |                 |
| Mad Max: Fury Road                              | Mark Mangini en David White                                          |                 |
| The Martian                                     | Oliver Tarney                                                        |                 |
| The Revenant                                    | Martin Hernandez en Lon Bender                                       |                 |
| Sicario                                         | Alan Robert Murray                                                   |                 |
| Star Wars: The Force Awakens                    | Matthew Wood en David Acord                                          |                 |
| 2016 (89e)                                      |                                                                      |                 |
| Geluidsmixing                                   |                                                                      |                 |
| Hacksaw Ridge                                   | Kevin O'Connell, Andy Wright, Robert Mackenzie en Peter Grace        |                 |
| 13 Hours: The Secret Soldiers of Benghazi       | Gary Summers, Jeffrey J. Haboush en Mac Ruth                         |                 |
| Arrival                                         | Bernard Gariépy Strobl en Claude La Haye                             |                 |
| La La Land                                      | Andy Nelson, Ai-Ling Lee en Steve A. Morrow                          |                 |
| Rogue One: A Star Wars Story                    | David Parker, Christopher Scarabosio en Stuart Wilson                |                 |
| Geluidsbewerking                                |                                                                      |                 |
| Arrival                                         | Sylvain Bellemare                                                    |                 |
| Deepwater Horizon                               | Wylie Stateman en Renée Tondelli                                     |                 |
| Hacksaw Ridge                                   | Robert Mackenzie en Andy Wright                                      |                 |
| La La Land                                      | Ai-Ling Lee en Mildred Iatrou Morgan                                 |                 |
| Sully                                           | Alan Robert Murray en Bub Asman                                      |                 |
| 2017 (90e)                                      |                                                                      |                 |
| Geluidsmixing                                   |                                                                      |                 |
| Dunkirk                                         | Gregg Landaker, Gary A. Rizzo en Mark Weingarten                     |                 |
| Baby Driver                                     | Julian Slater, Tim Cavagin en Mary H. Ellis                          |                 |
| Blade Runner 2049                               | Ron Bartlett, Doug Hemphill en Mac Ruth                              |                 |
| The Shape of Water                              | Christian Cooke, Brad Zoern en Glen Gauthier                         |                 |
| Star Wars: The Last Jedi                        | David Parker, Michael Semanick, Ren Klyce en Stuart Wilson           |                 |
| Geluidsbewerking                                |                                                                      |                 |
| Dunkirk                                         | Richard King en Alex Gibson                                          |                 |
| Baby Driver                                     | Julian Slater                                                        |                 |
| Blade Runner 2049                               | Mark Mangini en Theo Green                                           |                 |
| The Shape of Water                              | Nathan Robitaille en Nelson Ferreira                                 |                 |
| Star Wars: The Last Jedi                        | Matthew Wood en Ren Klyce                                            |                 |
| 2018 (91e)                                      |                                                                      |                 |
| Geluidsmixing                                   |                                                                      |                 |
| Bohemian Rhapsody                               | Paul Massey, Tim Cavagin en John Casali                              |                 |
| Black Panther                                   | Steve Boeddeker, Brandon Proctor en Peter Devlin                     |                 |
| First Man                                       | Jon Taylor, Frank A. Montaño, Ai-Ling Lee en Mary H. Ellis           |                 |
| Roma                                            | Skip Lievsay, Craig Henighan en José Antonio García                  |                 |
| A Star Is Born                                  | Tom Ozanich, Dean Zupancic, Jason Ruder en Steve A. Morrow           |                 |
| Geluidsbewerking                                |                                                                      |                 |
| Bohemian Rhapsody                               | John Warhurst en Nina Hartstone                                      |                 |
| Black Panther                                   | Benjamin A. Burtt en Steve Boeddeker                                 |                 |
| First Man                                       | Ai-Ling Lee en Mildred Iatrou Morgan                                 |                 |
| A Quiet Place                                   | Ethan Van der Ryn en Erik Aadahl                                     |                 |
| Roma                                            | Sergio Díaz en Skip Lievsay                                          |                 |
| 2019 (92e)                                      |                                                                      |                 |
| Geluidsmixing                                   |                                                                      |                 |
| 1917                                            | Mark Taylor en Stuart Wilson                                         |                 |
| Ad Astra                                        | Gary Rydstrom, Tom Johnson en Mark Ulano                             |                 |
| Ford v Ferrari                                  | Paul Massey, David Giammarco en Steven Morrow                        |                 |
| Joker                                           | Tom Ozanich, Dean Zupancic en Tod A. Maitland                        |                 |
| Once Upon a Time in Hollywood                   | Michael Minkler, Christian P. Minkler en Mark Ulano                  |                 |
| Geluidsbewerking                                |                                                                      |                 |
| Ford v Ferrari                                  | Donald Sylvester                                                     |                 |
| Joker                                           | Alan Robert Murray                                                   |                 |
| 1917                                            | Oliver Tarney en Rachael Tate                                        |                 |
| Once Upon a Time in Hollywood                   | Wylie Stateman                                                       |                 |
| Star Wars: The Rise of Skywalker                | Matthew Wood en David Acord                                          |                 |

### 2020-2029
| Jaar                                          | Film | Genomineerden |
| --------------------------------------------- | --- | ------------- |
| 2020 (93e)                                    | |               |
| Sound of Metal                                | Nicolas Becker, Jaime Baksht, Michelle Couttolenc, Carlos Cortés en Phillip Bladh                          |               |
| Greyhound                                     | Warren Shaw, Michael Minkler, Beau Borders en David Wyman                                                  |               |
| Mank                                          | Ren Klyce, Jeremy Molod, David Parker, Nathan Nance en Drew Kunin                                          |               |
| News of the World                             | Oliver Tarney, Mike Prestwood Smith, William Miller en John Pritchett                                      |               |
| Soul                                          | Ren Klyce, Caya Elliott en David Parker                                                                    |               |
| 2021 (94e)                                    | |               |
| Dune                                          | Mac Ruth, Mark Mangini, Theo Green, Doug Hemphill en Ron Bartlett                                          |               |
| Belfast                                       | Denise Yarde, Simon Chase, James Mather en Niv Adiri                                                       |               |
| No Time to Die                                | Simon Hayes, Oliver Tarney, James Harrison, Paul Massey en Mark Taylor                                     |               |
| The Power of the Dog                          | Richard Flynn, Robert Mackenzie en Tara Webb                                                               |               |
| West Side Story                               | Tod A. Maitland, Gary Rydstrom, Brian Chumney, Andy Nelson en Shawn Murphy                                 |               |
| 2022 (95e)                                    | |               |
| Top Gun: Maverick                             | Mark Weingarten, James H. Mather, Al Nelson, Chris Burdon en Mark Taylor                                   |               |
| All Quiet on the Western Front                | Viktor Prášil, Frank Kruse, Markus Stemler, Lars Ginzel en Stefan Korte                                    |               |
| Avatar: The Way of Water                      | Julian Howarth, Gwendolyn Yates Whittle, Dick Bernstein, Christopher Boyes, Gary Summers en Michael Hedges |               |
| The Batman                                    | Stuart Wilson, William Files, Douglas Murray en Andy Nelson                                                |               |
| Elvis                                         | David Lee, Wayne Pashley, Andy Nelson en Michael Keller                                                    |               |
| 2023 (96e)                                    | |               |
| The Zone of Interest                          | Tarn Willers en Johnnie Burn                                                                               |               |
| The Creator                                   | Ian Voigt, Erik Aadahl, Ethan Van der Ryn, Tom Ozanich en Dean Zupancic                                    |               |
| Maestro                                       | Steven A. Morrow, Richard King, Jason Ruder, Tom Ozanich en Dean Zupancic                                  |               |
| Mission: Impossible – Dead Reckoning Part One | Chris Munro, James H. Mather, Chris Burdon en Mark Taylor                                                  |               |
| Oppenheimer                                   | Willie Burton, Richard King, Gary A. Rizzo en Kevin O'Connell                                              |               |
| 2024 (97ste)                                  | |               |
| Dune: Part Two                                | Gareth John, Richard King, Ron Bartlett en Doug Hemphill                                                   |               |
| A Complete Unknown                            | Tod A. Maitland, Donald Sylvester, Ted Caplan, Paul Massey en David Giammarco                              |               |
| Emilia Pérez                                  | Erwan Kerzanet, Aymeric Devoldère, Maxence Dussère, Cyril Holtz en Niels Barletta                          |               |
| Wicked                                        | Simon Hayes, Nancy Nugent Title, Jack Dolman, Andy Nelson en John Marquis                                  |               |
| The Wild Robot                                | Randy Thom, Brian Chumney, Gary A. Rizzo en Leff Lefferts                                                  |               |